# Sofi Tukker
Ne doit pas être confondu avec Sophie Tucker
Sofi Tukker est un duo musical américain formé en 2014, et constitué de Sophie Hawley-Weld et Tucker Halpern.
Le groupe se fait connaitre en 2017 avec leur chanson Drinkee, qui est nommée aux Grammy Awards 2017 dans la catégorie du meilleur enregistrement dance. En 2018, leur premier album, Treehouse, est nommé à la Grammy Awards 2018 dans la catégorie du meilleur album dance/électronique.

## Histoire
Sophie Hawley-Weld est née le 17 mai 1992 à Francfort, Allemagne. Elle vit à Atlanta de ses 4 à 14 ans, puis au Canada jusqu'à ses 16 ans. Entre 2008 et 2010, elle fait ses études à l'United World College of the Adriatic, puis a vécu six mois au Brésil.
Tucker Halpern est né le 26 décembre 1989 à Brookline, Massachusetts. Il commence à faire carrière au basketball et étudie à l'Université Brown où il a joué pendant trois ans et a été capitaine pendant un an. Il arrête ensuite sa carrière à cause d'une mononucléose et devient alors DJ et producteur de musique.
Hawley-Weld et Halpern se rencontrent en 2014 à l'Université Brown, où Hawley-Weld faisait partie d'un groupe de bossa-nova. Ils commencent alors à collaborer ensemble et forment un duo du nom de Sofi Tukker.
Sofi Tukker sortent leur premier EP en 2016, nommé Soft Animals, dont le nom fait référence à une ligne du poème Wild Geese de Mary Oliver. Leur premier single, Drinkee, interprété entièrement en portugais, est adapté d'un poème du poète brésilien Chacal. La chanson est nommée dans la catégorie du meilleur enregistrement dance lors des Grammy Awards 2017. L'année suivante, leur chanson Best Friend est utilisée lors de l'Apple Event du 12 septembre 2017 pour présenter l'iPhone X. Le 13 avril 2018, ils sortent leur premier album, nommé Treehouse.
En 2020, lors de la pandémie de COVID-19, Sofi Tukker effectuent des concerts à la maison diffusés sur Twitch, Facebook, Discord et Instagram Live. En avril 2021, ils cumulent plus de 400 performances,
Le 29 avril 2022, ils sortent leur deuxième album nommé Wet Tennis. En avril 2023, ils se produisent au Coachella Festival.

## Participations
Leur chanson Johny, adaptée d'un poème du poète brésilien Paul Leminski, est présente dans le jeu vidéo FIFA 17, édité par EA Sports.
En 2017, la chanson Best Friend est utilisée lors de l'Apple Event du 12 septembre 2017 pour présenter l'iPhone X, et figure dans le jeu vidéo FIFA 18. Elle est également entendue dans le film Ocean's 8, et dans l'épisode 32 de la saison 17 de la série australienne The Block.
En 2018, leur chanson That's It (I'm Crazy) est utilisée dans une publicité pour l'iPhone 8 édition rouge.
Les chansons Best Friend et Batshit sont présentes dans l'épisode 22 de la saison 6 de la série télé Blacklist.
En juin 2019, Feeling Good est jouée dans le trailer de la série télé Dead to Me. La chanson est également présente dans la bande originale du film Birds of Prey en 2020.
Baby I'm a Queen est présente dans le jeu vidéo Forza Horizon 4.
La chanson Swing est utilisée dans les jeux vidéo FIFA 20 et Need for Speed Heat, ce dernier comprenant également les chansons Playa Grande et Mi Rumba.
Good Time Girl sert de générique d'introduction des épisodes 1 à 6 de la série The New Pope produite par HBO.
Elle est également utilisée dans le générique de la série australienne Wellmania.

## Discographie

### Singles

#### Artistes principaux
- 2016 : Drinkee
- 2016 : Matadora
- 2016 : Hey Lion
- 2016 : Déja Vu Affair
- 2016 : Awoo (featuring Betta Lemme)
- 2017 : Johny
- 2017 : Greed
- 2017 : Moon Tattoo
- 2017 : Fuck They
- 2017 : Best Friend (featuring Nervo & The Knocks & Alisa Ueno)
- 2017 : Energia
- 2018 : Baby I'm a Queen
- 2018 : Batshit
- 2018 : That's It (I'm Crazy)
- 2018 : Everybody Needs a Kiss (avec Benny Benassi)
- 2018 : Energia (Parte 2) (avec Pabllo Vittar)
- 2018 : Benadryl
- 2019 : Mi Rumba (avec Zhu)
- 2019 : Fantasy
- 2019 : Playa Grande (avec Bomba Estéreo)
- 2019 : Swing
- 2019 : Feeling Good
- 2019 : Purple Hat
- 2020 : House Arrest (avec Gorgon City)
- 2020 : Good Time Girl (featuring Charlie Barker)
- 2020 : Emergency (avec Novak & YAX.X)
- 2020 : Spa (avec Icona Pop)
- 2020 : Caröl Von Holz (avec Holzbläser)
- 2021 : Mon Chéri (avec Amadou et Mariam)
- 2021 : Sun Came Up (avec John Summit)
- 2021 : It Don't Matter (avec Alok & Inna)
- 2022 : Original Sin
- 2022 : Forgive Me (avec Mahmut Ohran)
- 2022 : Kakee
- 2022 : Summer in New York
- 2022 : Larry Bird (featuring Tuck's Dad)
- 2022 : Chasing Cars
- 2023 : Sacrifice (avec Kaskade & Deadmau5 present Kx5)
- 2023 : Jacaré
- 2023 : Trompa (avec Sunnery James & Ryan Marciano)
- 2023 : Veneno (avec Mari Merenda & Sophia Ardessore)
- 2023 : One on One (avec The Knocks)
- 2023 : Várias Queixas (feat. Gilsons)

#### Artistes en featuring
- 2018 : Brazilian Soul (The Knocks featuring Sofi Tukker)
- 2020 : Fashion Model Art (Haiku Hands featuring Sofi Tukker)
- 2023 : If Love Is a Skill (LP Giobbi featuring Sofi Tukker)

### Remixes
- 2016 : RY X - Howling (Sofi Tukker Remix)
- 2016 : Stray Echo - Pavement (Sofi Tukker Remix)
- 2017 : Local Natives - Dark Days (Sofi Tukker Remix)
- 2017 : Big Wild featuring Yuna - Empty Room (Sofi Tukker Remix)
- 2017 : Freedom Fry - Brave (Sofi Tukker Remix)
- 2018 : Julietta - Beach Break (Sofi Tukker Remix)
- 2017 : Hot Ice - Lola (Sofi Tukker Remix)
- 2017 : Maggie Rogers - Alaska (Sofi Tukker Remix)
- 2017 : Sofi Tukker featuring Nervo & The Knocks & Alisa Ueno - Best Friend (Sofi Tukker Carnival Remix)
- 2018 : Billie Eilish - Copycat (Sofi Tukker Remix)
- 2018 : Moon Taxi - Two High (Sofi Tukker Remix)
- 2018 : Tokimonsta featuring Selah Sue - I Wish I Could (Sofi Tukker Remix)
- 2018 : Brandon Wardell - Dad Hair (Sofi Tukker Remix)
- 2018 : Clean Bandit featuring Demi Lovato - Solo (Sofi Tukker Remix)
- 2018 : Mr Little Jeans - Forgetter (Sofi Tukker Remix)
- 2018 : Bishop Briggs - Baby (Sofi Tukker Remix)
- 2018 : Henri Bergmann featuring Imogen Rose - Last Dance (Sofi Tukker Remix)
- 2019 : Muna - Number One Fan (Sofi Tukker Remix)
- 2019 : Katy Perry - Small Talk (Sofi Tukker Remix)
- 2019 : Laurent Wolf featuring Eric Carter - No Stress (Sofi Tukker Remix)
- 2020 : Vintage Culture & Adam K featuring MKLA - Deep Inside of Me (Sofi Tukker Remix)
- 2020 : Dillon Francis & BabyJake - You Do You (Sofi Tukker Remix)
- 2020 : Almost Monday - Broken People (Sofi Tukker Remix)
- 2020 : Alina Baraz featuring Khalid - Off the Grid (Sofi Tukker Remix)
- 2020 : Trevor Hall - More Than Love (Sofi Tukker Remix)
- 2020 : Lady Gaga - 911 (Sofi Tukker Remix)
- 2021 : Pelé & Rodrigo y Gabriela - Acredita No Véio (Listen to the Old Man) (Sofi Tukker Remix)
- 2021 : Kaéla - Spiral (Sofi Tukker Remix)
- 2021 : Rema - Woman (Sofi Tukker Remix)
- 2021 : Elohim - Strut (Sofi Tukker Remix)
- 2021 : Marina - Venus Fly Trap (Sofi Tukker Remix)
- 2021 : Jan Blomqvist & Bloom Twins - High on Beat (Sofi Tukker Remix)
- 2021 : Nina Simone - Sinner Man (Sofi Tukker Remix)
- 2021 : Vance Joy - Missing Piece (Sofi Tukker Remix)
- 2023 : Sofi Tukker & Kx5 - Sacrifice (ST Mix)
- 2023 : David Guetta & Anne-Marie & Coi Leray - Baby Don't Hurt Me (Sofi Tukker Remix)
- 2023 : Jon Batiste - Worship (Sofi Tukker Remix)
- 2023 : Aimmia - Group Therapy (Sofi Tukker Remix)
- 2024 : Wuki - Sunshine (My Girl) (Sofi Tukker Remix)
- 2024 : Gilsons - Várias Queixas (Sofi Tukker Version)

## Prix et nominations
| Année | Prix               | Titre     | Catégorie                         | Résultat   |
| ----- | ------------------ | --------- | --------------------------------- | ---------- |
| 2017  | Grammy Awards 2017 | Drinkee   | Meilleur enregistrement dance     | Nomination |
| 2018  | Grammy Awards 2018 | Treehouse | Meilleur album dance/électronique | Nomination |